# Richard Corkill
Richard Corkill (ur. 1951 w Douglas) – polityk Wyspy Man (dependencja korony brytyjskiej), szef ministrów od 4 grudnia 2001 do 14 grudnia 2004.
Był członkiem niższej izby parlamentu House of Keys od 1996 do 2006 roku. Od 1995 do 1996 był ministrem spraw wewnętrznych, następnie do 2001 piastował funkcję ministra skarbu. 4 grudnia 2001 został wybrany przez Tynwald na premiera, uzyskując 21 i pokonując kontrkandydata Edgara Quine (10 głosów). W grudniu 2004 został aresztowany pod zarzutem wykorzystywania rządowych grantów na cele turystyczne do remontu własnego domu. Corkill sam zrezygnował z funkcji premiera, po czym zastąpił go poprzednik Donald Gelling.